# Jackson Rowe
Jackson Rowe, né le 1er juillet 1997 à Toronto au Canada, est un joueur canadien de basket-ball évoluant au poste d'ailier.

## Biographie

### Warriors de Golden State (depuis janvier 2025)
En janvier 2025, il signe un contrat two-way en faveur des Warriors de Golden State.

### Palmarès et distinctions personnelles

#### Professionnelles
- CEBL All-Canadian Team (2023)
- Champion de Suède (2022)

#### Universitaires
- Second-team All-Big West (2020)
- Big West Freshman of the Year (2017)